# Deutsches Heer (1871-1919)
Il Deutsches Heer conosciuto anche con il nome di Reichsheer (esercito nazionale), kaiserliches Heer (esercito imperiale) o Kaiserreichsheer (esercito dell'impero tedesco), fu l'insieme delle forze militari tedesche di terra operative tra il 1871 e il 1919, coincidenti con la nascita e la caduta dell'Impero tedesco.
Fu creato ufficialmente il 29 luglio 1871 con l'Ordnung für Kriegsbundes Armee in Deutschland, emanato per ordine del cancelliere Otto von Bismarck.
L'esercito tedesco combatté soprattutto durante la prima guerra mondiale, dimostrando disciplina, coesione e tenacia, riuscendo a resistere per quattro anni contro la superiore potenza numerica e materiale delle nazioni dell'Intesa. Le truppe furono in grado di combattere sul suolo nemico fino all'armistizio dell'11 novembre 1918 e rientrarono ordinatamente in patria dove furono accolte con gratitudine dai capi della nuova Germania repubblicana seguita alla caduta di Guglielmo II.
L'esercito fu sciolto al termine della guerra e sostituito, secondo le clausole del Trattato di Versailles, dalla nuova Reichswehr.

## Storia
All'interno della Confederazione germanica, formatasi dopo le guerre napoleoniche, ogni Stato era inizialmente dotato di un proprio esercito ed era responsabile del mantenimento di unità da mettere a disposizione della Confederazione in caso di conflitto.
Quando operavano insieme, queste unità erano conosciute con il nome di Esercito federale (Bundesheer), che fu impegnato nel corso del XIX secolo in vari conflitti, tra cui la Prima Guerra dello Schleswig del 1848-1850. Fin dal 1864 però i due ceppi principali dell'Esercito federale, ossia dell'Impero austriaco e del Regno di Prussia, mostrarono forti rivalità interne, che furono risolte solo quando, con la guerra austro-prussiana nel 1866, si suggellò la supremazia militare prussiana.
Dopo la guerra, una vittoriosa e molto allargata Prussia formò una nuova confederazione, la Confederazione Tedesca del Nord, che comprendeva gli stati del nord della Germania. Il trattato che costituì questa federazione, indicò anche il mantenimento e l'organizzazione di un esercito federale e di una marina federale (Bundesmarine o Bundeskriegsmarine), inoltre venne stipulato tra la Confederazione Tedesca del Nord e gli stati tedeschi battuti durante la guerra, la subordinazione dei loro eserciti sotto il comando prussiano, che di lì in poi ne decise formazione, dottrina e attrezzature.
Poco dopo lo scoppio della guerra franco-prussiana nel 1870, la Confederazione Tedesca del Nord stipulò ulteriori convenzioni in materia di questioni militari con gli Stati non membri della confederazione: Baviera, Württemberg, e Baden.
Secondo queste convenzioni e dopo la costituzione dell'Impero tedesco il 16 aprile 1871, nacque di conseguenza anche un esercito imperiale, il Reichsheer formato da contingenti bavaresi, sassoni, del Württemberg e del Baden, mentre i comandi dell'Esercito prussiano assunsero il controllo quasi totale sugli eserciti degli altri Stati dell'Impero.
Dopo il 1871, tuttavia, gli eserciti di Prussia, Baviera, Sassonia, Baden e del Württemberg continuarono a mantenere identità distinte, anche se nei documenti ufficiali e nei codici penali militari era citato l'esercito imperiale. Ogni regno aveva il suo Ministero della Guerra, Baviera e Sassonia pubblicarono direttive distinte e liste di anzianità per i loro ufficiali diverse da quello che fecero singolarmente gli eserciti del Württemberg e della Prussia.

### Primi anni
Nel 1871 il Deutsches Heer, con l'esercito prussiano, l'esercito bavarese, l'esercito del Württemberg e l'esercito sassone, contava appena 200.000 uomini e solo 300 cannoni a retrocarica. L'istituzione recentissima dell'Impero tedesco fece optare il cancelliere Otto von Bismarck per un mantenimento della struttura federale pre-unitaria che si rispecchiò quindi nell'esercito, dove insegne, divise e distintivi ricordavano a ciascuno la propria identità statale.
Nel 1875 l'esercito imperiale tedesco ammontava a 16 divisioni di fanteria, 8 di cavalleria, 11 battaglioni del genio militare e 8 reggimenti fanteria della guardia prussiana e un reggimento della guardia bavarese.

### 1885

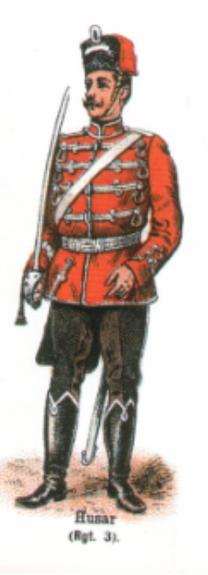
3º reggimento ussari (Husaren-Regiment Nr.3)

Nel 1885 il Deutsches Heer era diviso in due grandi sezioni: Feld-Armee (esercito campale con 1.265.746 effettivi) e Landwehr (milizia mobile composta da 809.817 uomini). La prima era costituita da uomini dell'esercito permanente, della riserva militare, dell'artiglieria e del genio, mentre la seconda dalle truppe di deposito, di guarnigione e territoriali.
Una divisione di fanteria era formata da due brigate di due reggimenti ciascuna, con tre battaglioni per reggimento (il 3º battaglione era sempre di fucilieri tranne che nei reggimenti sassoni, bavaresi e del Meclemburgo); a ciò si aggiungeva anche un reggimento di cavalleria, quattro batterie di artiglieria, una o due compagnie pionieri e una addetta alla costruzione di ponti, e tutto il personale della sanità e incaricato del trasporto viveri e munizioni. Due divisioni formavano un corpo d'armata, il quale disponeva di propri cannoni, genieri, servizi, unità mediche e un battaglione di cacciatori a piedi. C'erano poi delle eccezioni: un reggimento infatti poteva anche essere indipendente ed essere composto da 4.763 uomini, 18 cannoni e 101 carri per i servizi; le divisioni con un organico diverso erano quelle della Guardia, di Sassonia e dell'Alsazia-Lorena.
La fanteria era suddivisa in reparti della Guardia, dei granatieri, dei fucilieri e della fanteria di linea, ma erano più che altro distinzioni dettate dalle tradizioni che non da sostanziali differenze. Diverso era invece il discorso per i 93 reggimenti di cavalleria:
- Cavalleria pesante: 10 di corazzieri (guardia del corpo imperiale, Gardekorps e guardia tedesca); 1 di cavalieri sassoni e 1 di carabinieri sassoni;
- Cavalleria di linea: 25 di ulani (prussiani e tedeschi) e 2 di cavalleria pesante bavarese;
- Cavalleria leggera: 28 di dragoni (prussiani e tedeschi), 20 di ussari (idem) e 6 di cavalleggeri bavaresi.

L'artiglieria era sempre reggimentale, con 37 reggimenti per un totale di 341 batterie con 6 cannoni, 8 cassoni, 3 carrette e un carro-fucina (il tutto dipinto di azzurro) ciascuna.
Anche la suddivisione del genio, del treno (addetti alle trasporto dei rifornimenti) e delle comunicazioni era abbastanza complessa: dei 19 battaglioni del genio, 14 erano prussiani, 1 sassone, 1 del Württemberg, 1 del Baden e 2 bavaresi (questi ultimi su 5 compagnie anziché su 4, come gli altri); i battaglioni del treno erano 18, di cui 13 prussiani, 1 sassone, 1 del Württemberg, 1 del Baden e 2 bavaresi, oltre ad una compagnia dell'Assia; delle comunicazioni si occupavano invece quasi totalmente i prussiani (un reggimento) se si esclude la presenza di una compagnia bavarese.
La sanità era oggetto di grande attenzione: vi erano infatti 12 ufficiali medici in una divisione di fanteria e 20 in una di cavalleria, ed erano allestiti 12 ospedali da campo per ogni corpo d'armata; inoltre, in tempo di guerra, le associazioni volontarie di pubblica assistenza potevano venire militarizzate.
Chi faceva parte della Landwehr in caso di necessità poteva essere inserito, con gli stessi gradi e possibilità di fare carriera, nell'esercito vero e proprio, venendo sostituito dagli uomini della Landsturm (tutti gli uomini abili dai 17 ai 42 anni) nei compiti di sorveglianza delle frontiere e secondari.

### Prima guerra mondiale
Il primo (ed ultimo) vero impiego del KDA fu nella guerra del 1914 - 1918, nel corso della quale l'esercito tedesco fu sempre il punto di forza principale della coalizione guidata dagli Imperi Centrali, ottenendo numerosi successi su tutti i fronti su cui fu impiegato e prestando aiuto con propri reparti ai suoi alleati.
La capacità e la resistenza mostrata dalle truppe tedesche durante la Prima guerra mondiale, ha ricevuto riconoscimenti durante la guerra dagli stessi avversari e, dopo la guerra, dalla maggior parte degli storici e dagli specialisti; Basil Liddell Hart scrive, riguardo al comportamento dell'esercito tedesco in guerra, di "incomparabili doti di resistenza e di abilità" e di "impresa davvero epica, sia sotto l'aspetto militare che sotto quello umano". L'esercito tedesco effettivamente riuscì per quattro anni a resistere alla grandi offensive alleate sul Fronte occidentale, sconfisse la Russia sul fronte orientale, e contribuì alle operazioni vittoriose contro Serbia, Romania e Italia. Nel 1918 peraltro le truppe tedesche diedero infine segno di cedimento del morale e di minore coesione, dopo il fallimento delle offensive di primavera, e la controffensiva alleata rinforzata dal continuo afflusso delle truppe americane, inesperte ma fresche e combattive. Negli ultimi mesi della guerra quindi l'esercito tedesco si trovò sull'orlo della sconfitta militare completa che fu evitata con la conclusione dell'armistizio mentre le truppe si trovavano ancora sul territorio franco-belga e continuavano ad opporre forte resistenza agli eserciti alleati.
Le terribili perdite subite dalle forze armate tedesche furono inferiori solo a quelle subite dall'Impero russo (9.150.000 vittime), e ammontarono a 1.773.700 morti, 4.216.058 feriti e 1.152.800 tra prigionieri e dispersi, per un totale di 7.142.558 perdite.

## I comandi

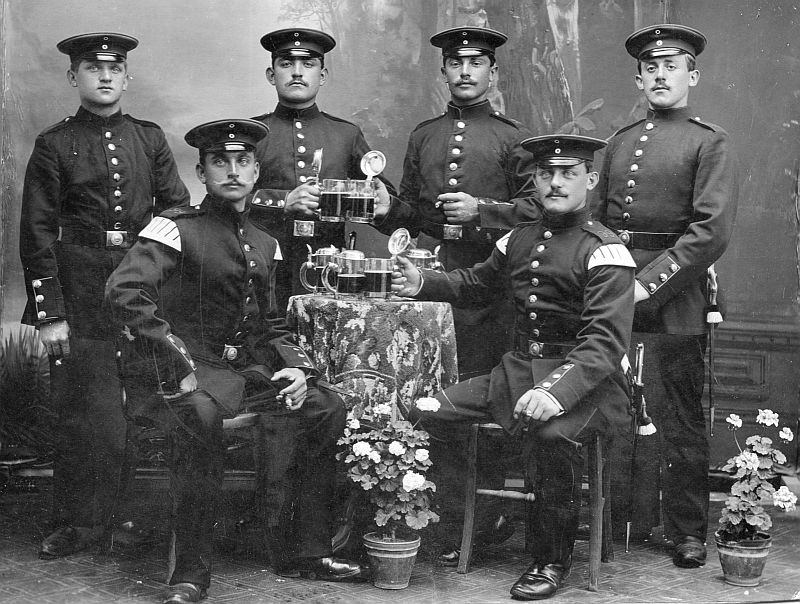
Coscritti tedeschi nel 1898

Comandante supremo dell'Esercito Imperiale tedesco fu fin dalla sua costituzione il Kaiser, assistito dall'assistente militare di gabinetto dell'esercito, che aveva il controllo sull'esercito attraverso il Ministero della Guerra, e dallo stato maggiore del regio esercito bavarese, in quanto la Baviera aveva mantenuto un proprio Ministero della Guerra e un proprio stato maggiore, anche se sotto il coordinamento generale dello stato maggiore prussiano.
Il sistema di comando e controllo dell'esercito tedesco fu pesantemente influenzato, anche in seguito alle sconfitte subite dalla Prussia durante le guerre napoleoniche, proprio da questo esercito che durante tutto il XIX secolo si distinse in diverse azioni militari, ma soprattutto si distinse per la sua efficienza e efficacia.
Piuttosto che affidarsi principalmente alla competenze marziali dei singoli membri della nobiltà tedesca, che dominò per lungo tempo l'organizzazione militare, l'esercito tedesco istituì una serie di riforme per assicurare un'organizzazione e una pianificazione precisa e ben coordinata tra tutti i livelli di comando dell'esercito, direzionando e irreggimentando secondo ordini precisi tutti i livelli amministrativi e militari, dallo stato maggiore fino ai sottufficiali.
Attraverso una minuziosa ed efficace pianificazione del lavoro organizzativo, l'esercito imperiale tedesco divenne un organo militare efficiente e preparato, con una chiara impronta prussiana, che condizionò nel bene e nel male i suoi atteggiamenti nel resto della sua storia.

### Capi di stato maggiore dell'esercito imperiale tedesco
- Helmuth Karl Bernhard von Moltke 7 ottobre 1857 – 10 agosto 1888
- Alfred von Waldersee 10 agosto 1888–7 febbraio 1891
- Alfred von Schlieffen 7 febbraio 1891–1º gennaio 1906
- Helmuth Johann Ludwig von Moltke 1º gennaio 1906–14 settembre 1914
- Erich von Falkenhayn 14 settembre 1914–29 agosto 1916
- Paul von Hindenburg 29 agosto 1916–3 luglio 1919
- Wilhelm Groener 3 luglio 1919–7 luglio 1919
- Hans von Seeckt 7 luglio 1919–15 luglio 1919

## Organizzazione in tempo di pace

### Gli ispettorati
La Germania, con l'eccezione della Baviera, fu divisa in ispettorati dell'esercito, cinque nel 1871, e altri tre aggiunti tra il 1907 e il 1913. Il Ministero della Guerra di Baviera, infatti, mantenne il proprio comando, ed ognuno di questi "ispettorati" oggi può essere considerato l'equivalente di una zona militare sotto controllo un certo numero di reparti.

### Corpi d'armata
La formazione organizzativa di base nell'esercito Imperiale, era il corpo d'armata, costituito da due o più divisioni a copertura di una specifica area geografica. I Corpi erano anche responsabili del mantenimento delle riserve e dei Landwehr nella propria zona di controllo, alla vigilia della Grande Guerra, erano 21 i Corpi a controllo delle aree sotto la giurisdizione prussiana, più 3 corpi d'armata bavarese. Oltre ai corpi regolari, vi era anche un Corpo della Guardia (Gardekorps), un reparto d'élite, che controllava direttamente l'area di Berlino.

Generalmente le divisioni, includevano un battaglione di fanteria leggera, (Jäger), un battaglione di artiglieria a piedi, un battaglione di genieri, un battaglione dei telegrafisti e un battaglione "treno".

Alcune aree di controllo, erano presidiate da reparti specifici, come le truppe fortezza, ciascuno dei 24 Corpi avevano a disposizione un'unità d'aviazione (Feldflieger Abteilung).

### Divisioni
Una divisione standard dell'esercito imperiale tedesco era costituita da due brigate di fanteria di due reggimenti ciascuna, una brigata di cavalleria formata anch'essa da due reggimenti, e una brigata di artiglieria in due reggimenti. Nel 1914, oltre alle tre divisioni appartenenti al Corpo della Guardia, vi erano 42 divisioni regolari nell'esercito di cui quattro divisioni sassoni e due divisioni Württemberg, e sei divisioni dell'esercito bavarese.
Queste divisioni furono tutte mobilitate nell'agosto 1914, dove furono riorganizzate, ricevendo ognuna dei battaglioni di genieri e altre unità di supporto, e rinunciando a gran parte della loro cavalleria per formare divisioni di cavalleria apposite. Con il proseguimento della prima guerra mondiale, l'esercito fu aumentato fino alle 251 divisioni formate e riformate durante la guerra, nell'esercito tedesco.

### Reggimenti
C'erano tre tipi fondamentali di reggimento nell'esercito tedesco, quello di fanteria, di cavalleria e di artiglieria. Altre specialità, come i pionieri e le truppe di collegamento, furono organizzate in unità di supporto più piccole.

## Equipaggiamento

### Uniforme 1890–1907

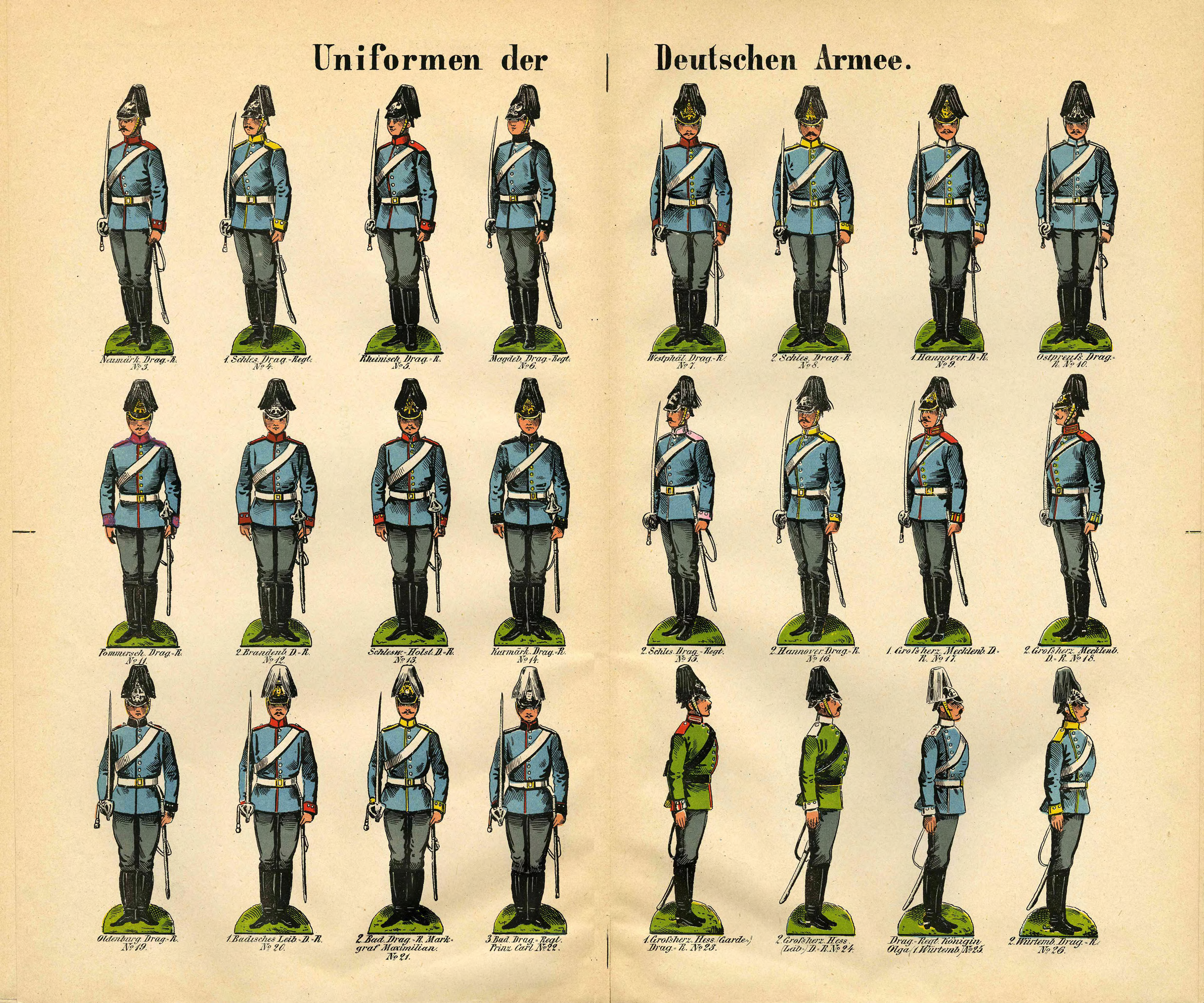
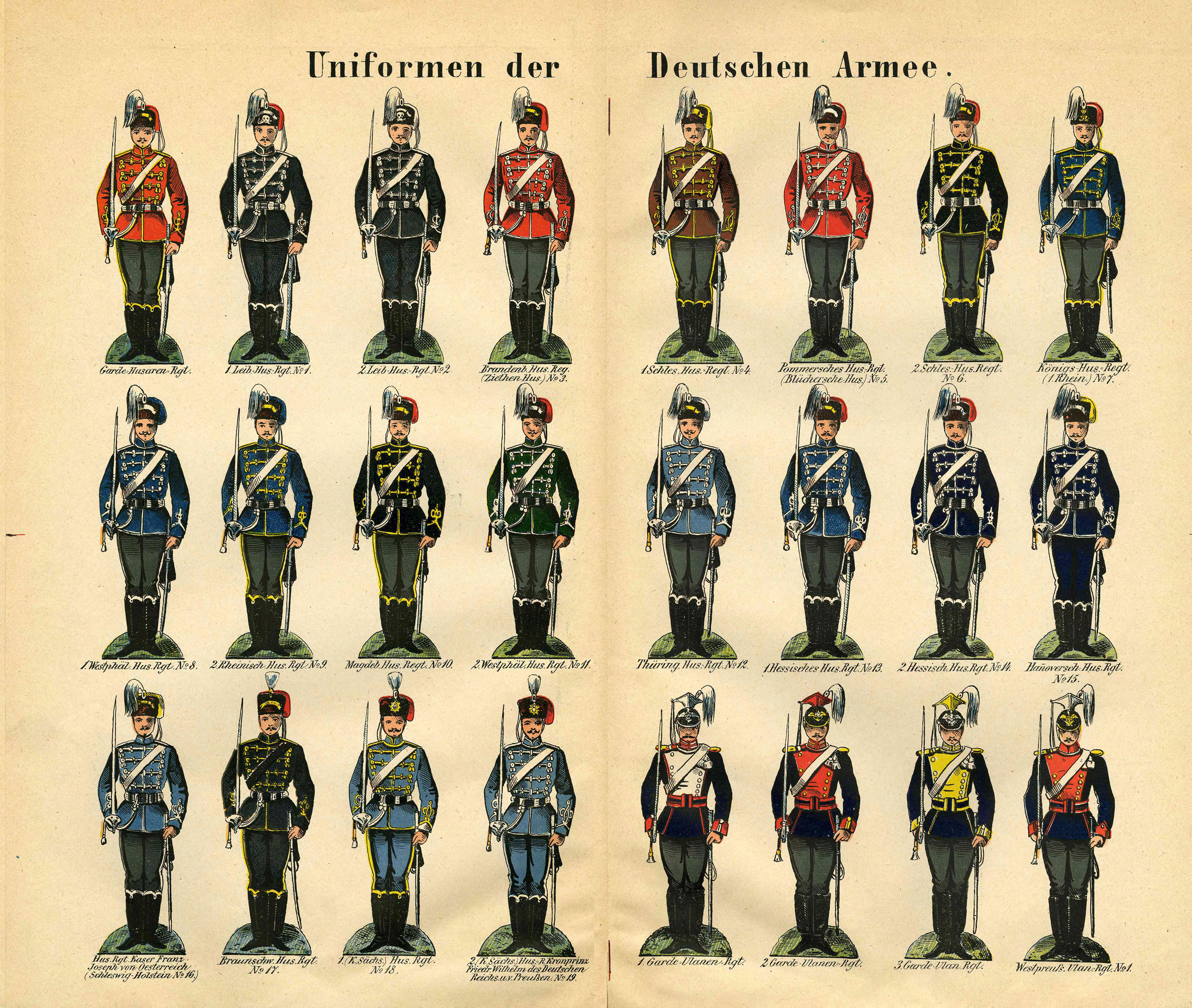
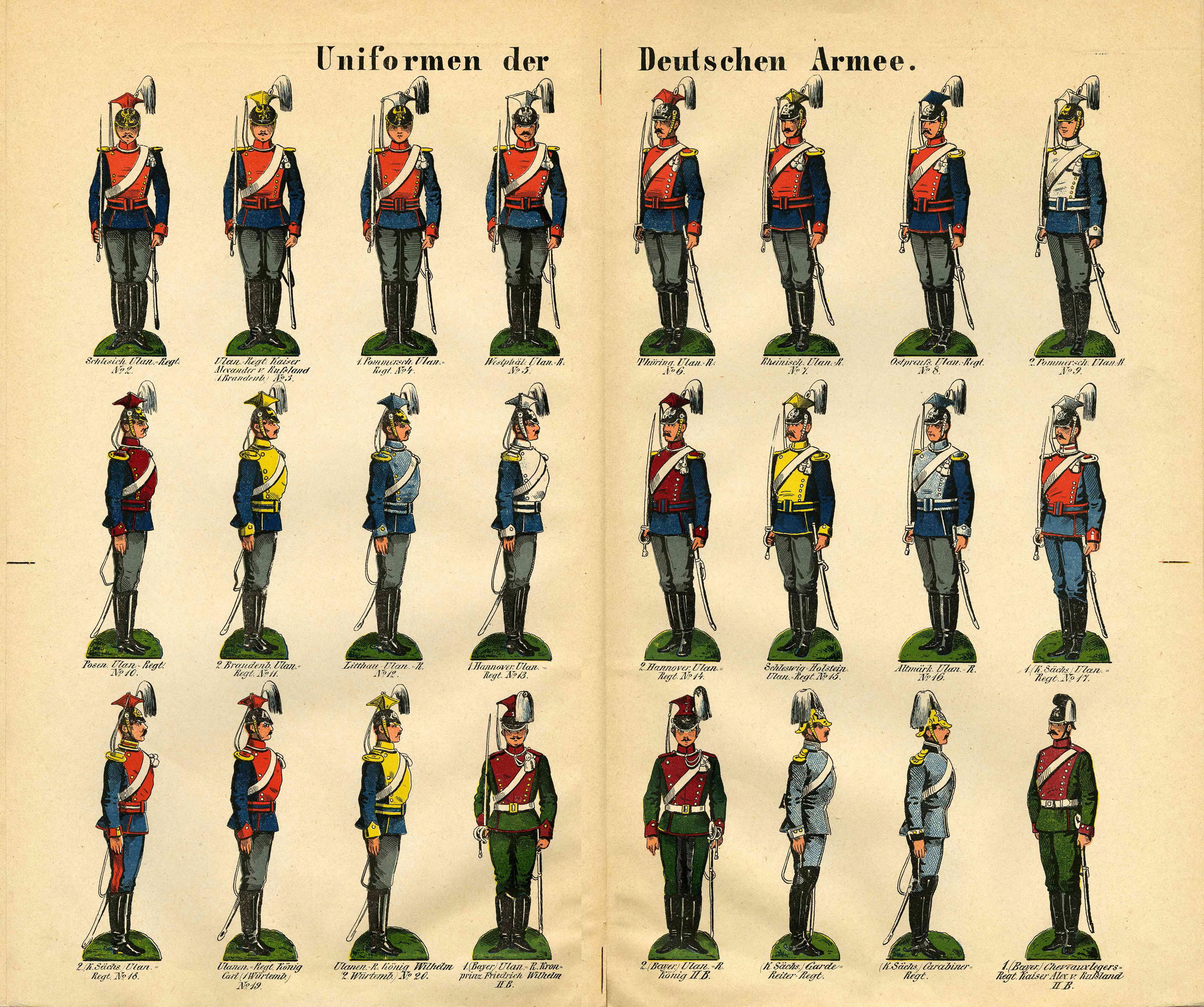
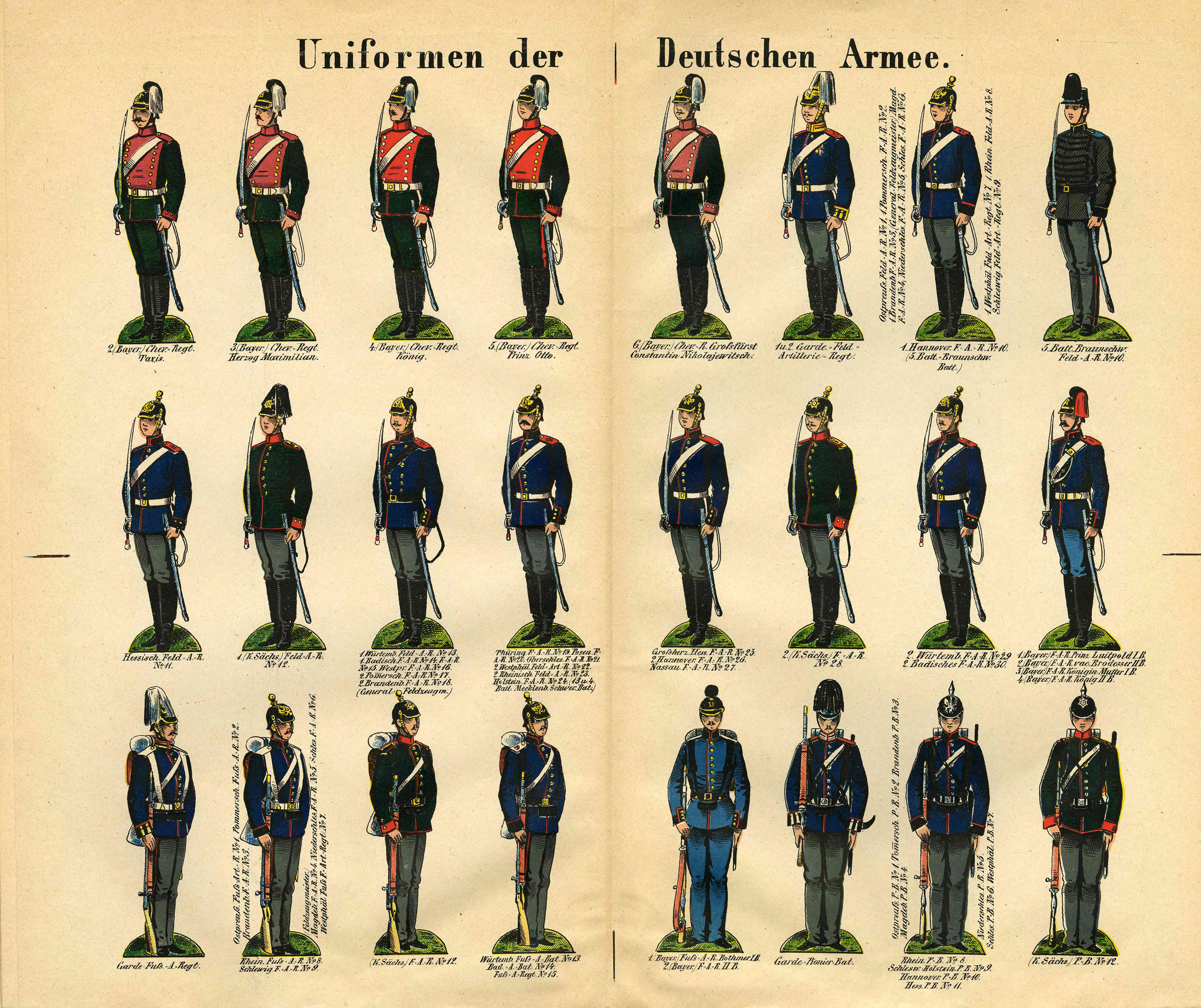
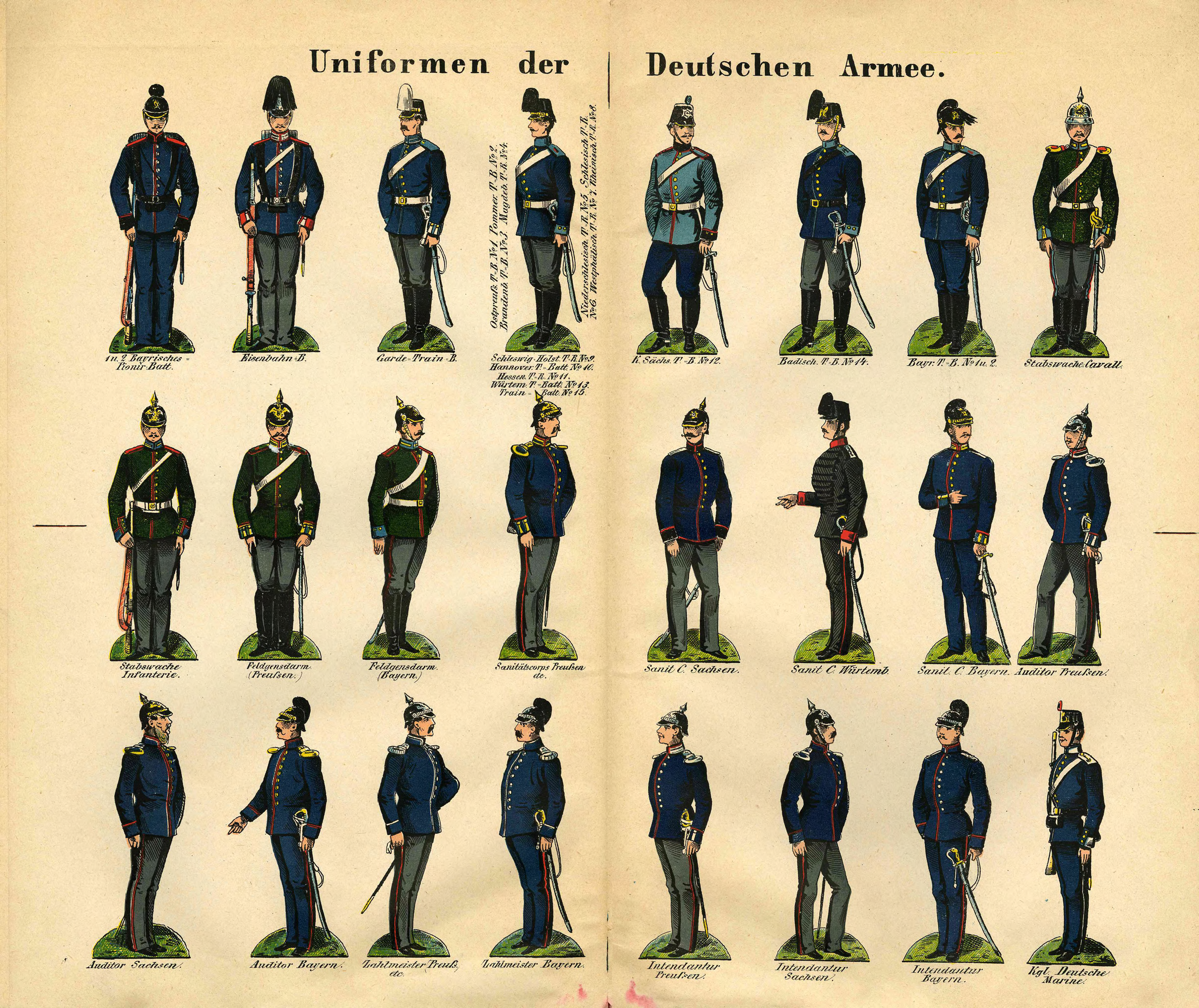

La così detta "uniforme di pace" (Friedensuniform) era blu prussiano o verde nella maggior parte dei casi. Alcune eccezioni erano fatte dai corazzieri (bianco), le truppe bavaresi (celeste), gli ussari (nero e rosso).

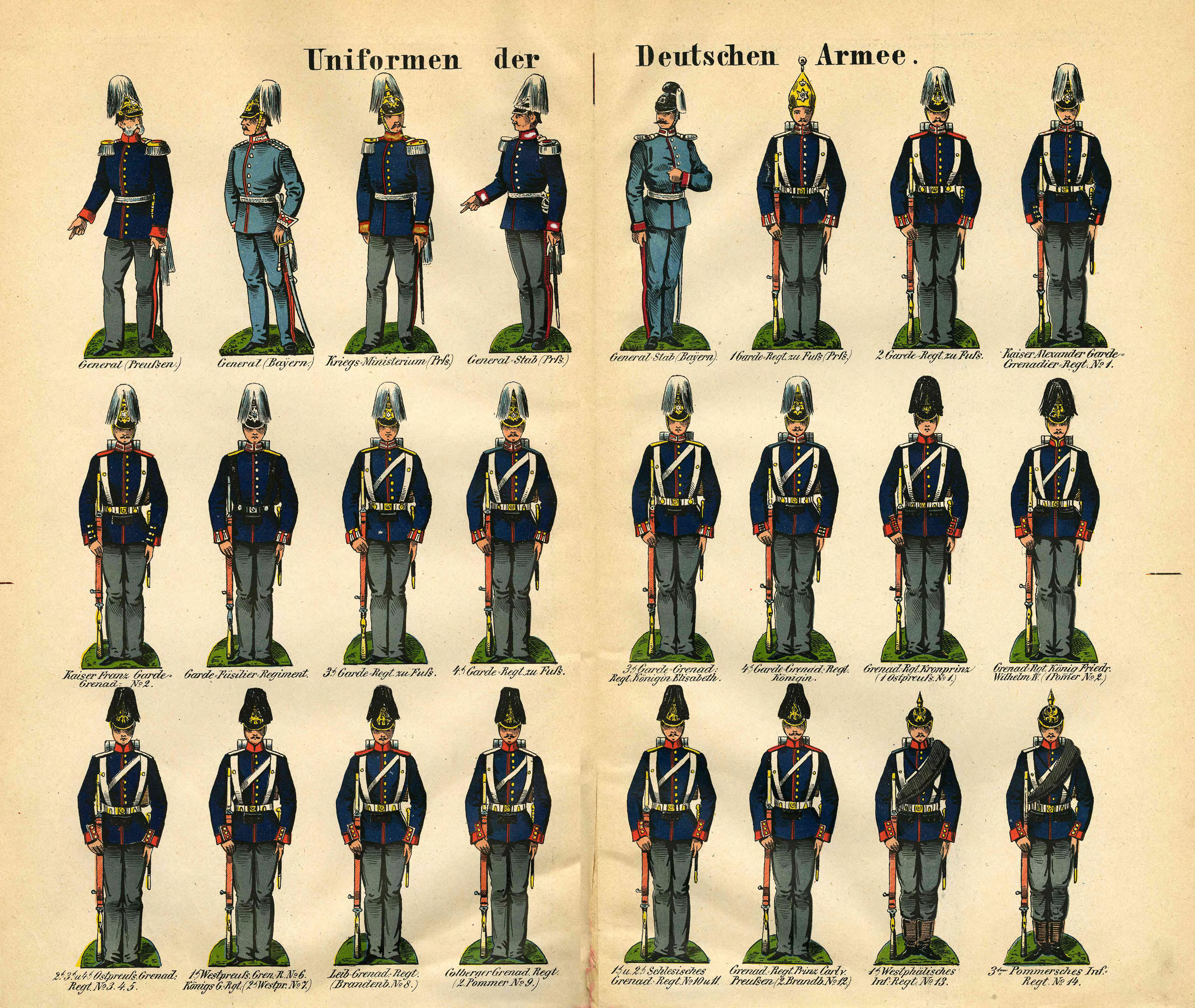
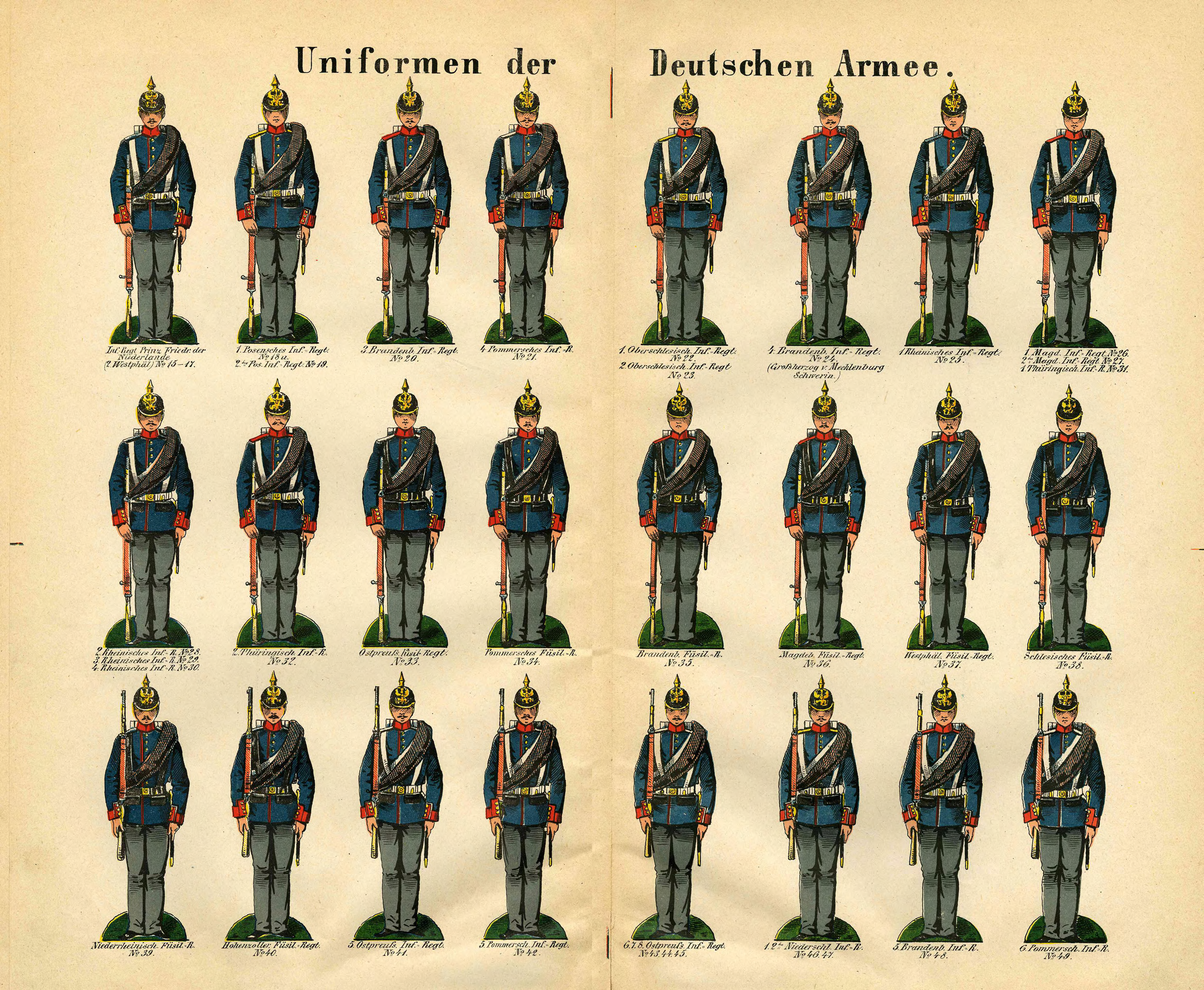
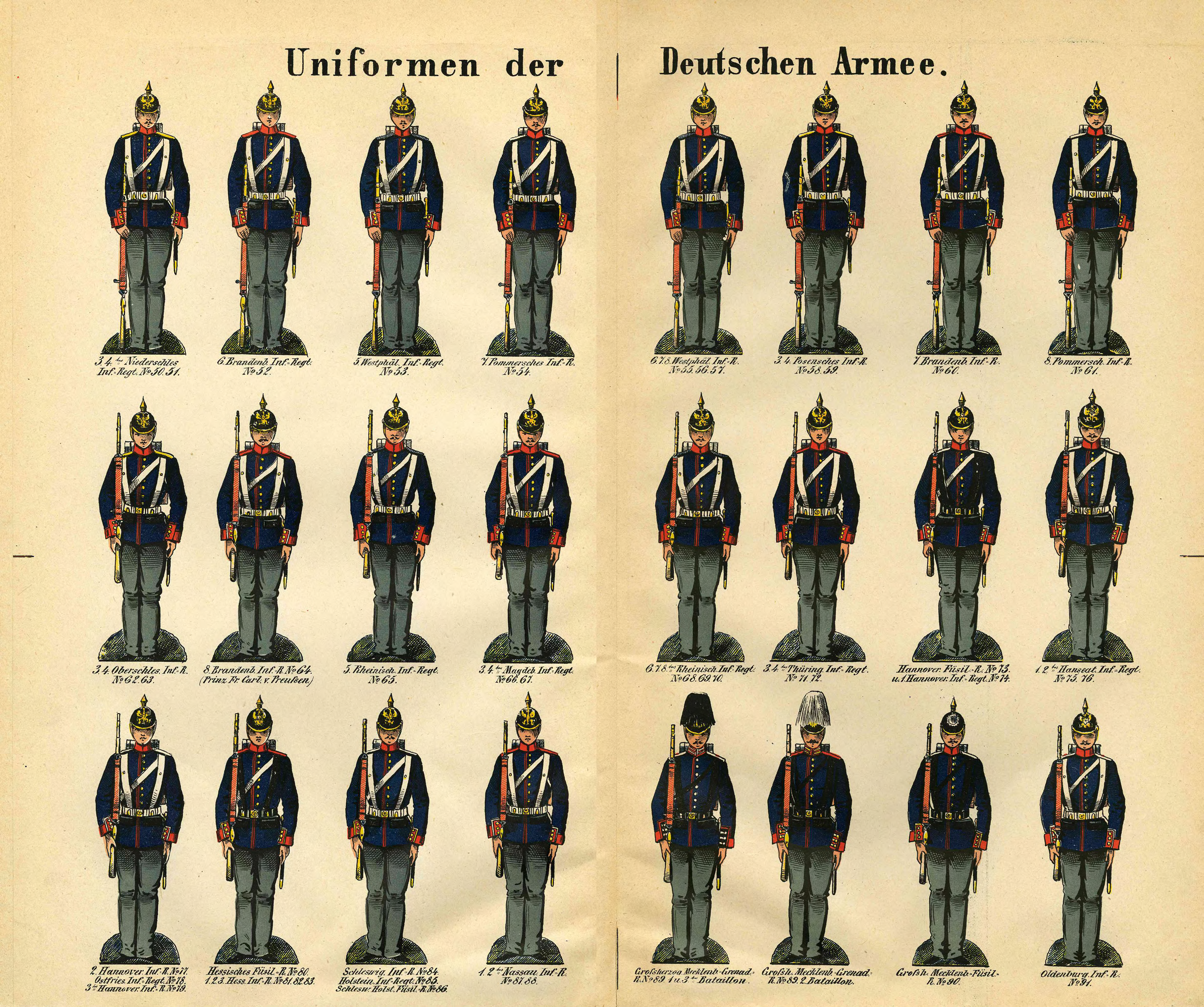
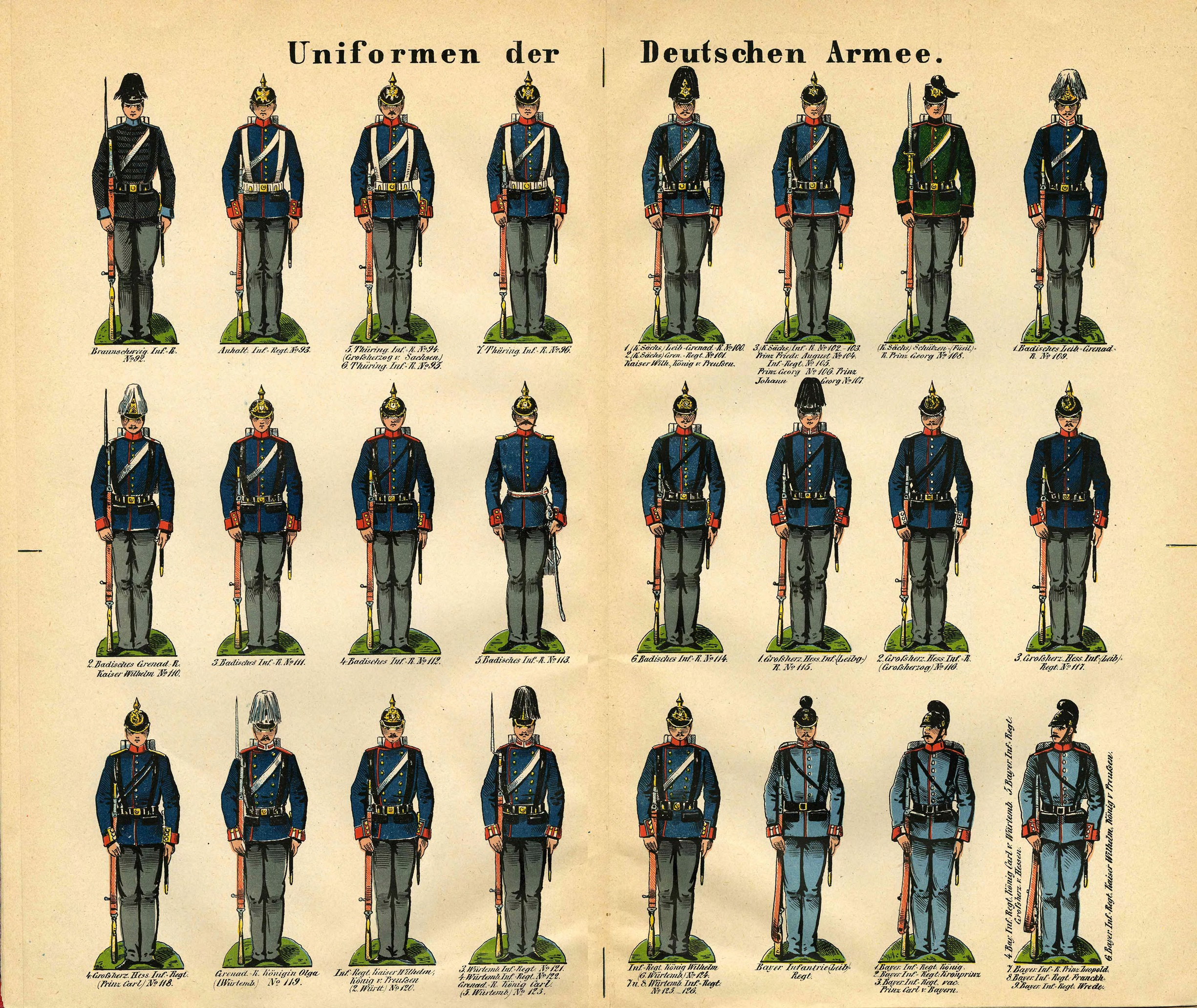
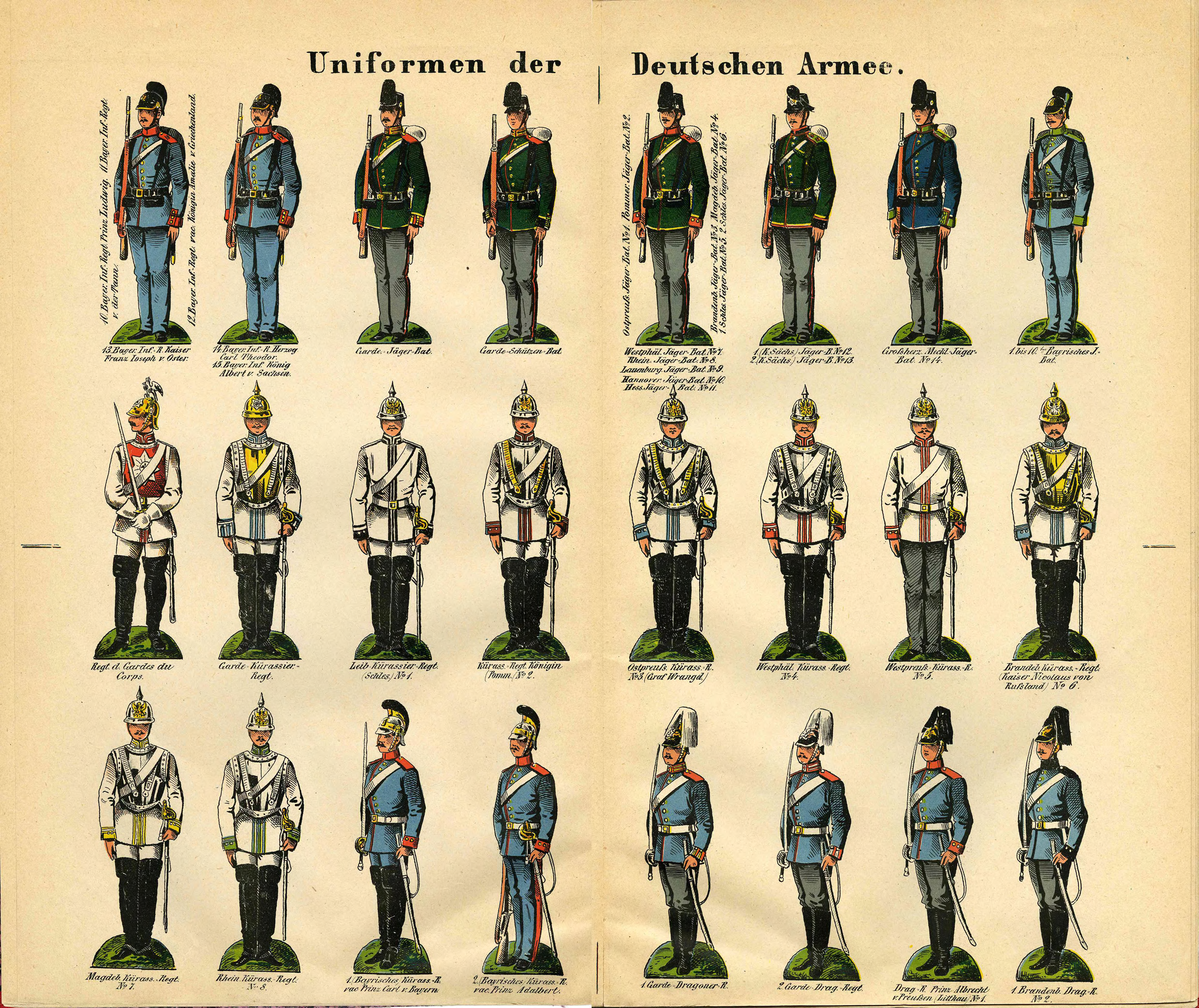

### Uniforme 1907-1919
Le vecchie divise ottocentesche, troppo colorate e vistose, vennero sostituite dall'uniforme Feldgrau, di lana grigia, nel 1907. La nuova uniforme era meglio adatta per una guerra moderna.

### Uniforme coloniale
L'esercito tedesco dovette affrontare varie guerre coloniali in posti esotici che richiedevano una uniforme diversa da quella usata in Europa.
In Africa gli ufficiali europei spesso vestivano con una divisa di kakhi, con l'elmo a chiodo che veniva sostituito con un cappello di feltro a larga falda con una coccarda tricolore, il Südwester hut : inoltre presentavano meno decorazioni e stivali più resistenti, meglio adatti alle giungle o ai deserti. Gli Askari (truppe reclutate tra i locali africani) vestivano uniformi più semplici color kakhi e un berretto anch'esso kakhi.
In Cina al corpo di spedizione tedesco vennero forniti uniformi kakhi e cappelli di paglia o berretti kakhi.

### Fucili e carabine

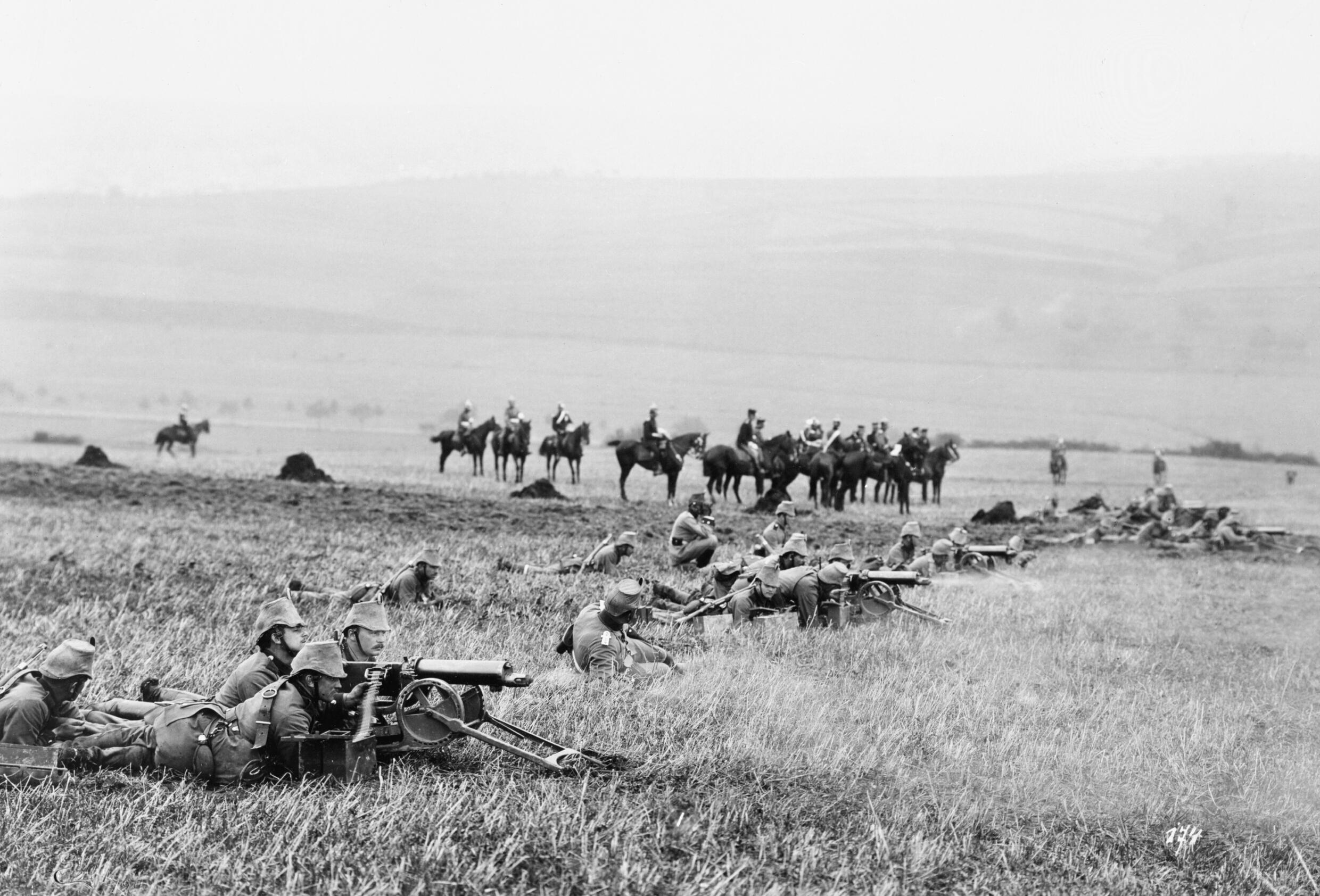
Esercitazioni nel 1905

Al momento della proclamazione dell'Impero nel 1871, l'esercito prussiano era armato con il fucile Dreyse (con otturatore ad ago girevole-scorrevole) e il suo utilizzo era stato esteso anche agli altri eserciti dei paesi che formavano la Confederazione Tedesca guidata dalla Prussia di Bismarck, tranne la Baviera che utilizzava ancora il fucile Werder M1869. Il Dreyse, per quanto considerato una valida arma al momento dell'adozione, durante la guerra franco-prussiana si era dimostrato inferiore al francese Chassepot e dunque si rese necessaria l'adozione di un fucile più moderno per equipaggiare i reparti dell'esercito.
Nel 1872 venne approvato il decreto Mauser KDA che riarmava completamente con i nuovi fucili Mauser mod. 1871 a colpo singolo. Nonostante fucile rispettasse gli standard richiesti in fatto di potenza e precisione, sussistevano ancora diversi problemi: l'arma utilizzava infatti munizioni a polvere nera, cosa che creava non pochi problemi in virtù del fatto che i residui tendevano ad accumularsi nella canna, e l'otturatore era piuttosto fragile, rendendo necessaria una particolare attenzione alla manutenzione dell'arma; inoltre la polvere nera creava molto fumo e ciò rendeva possibile l'individuazione immediata del tiratore da parte del nemico. Nonostante tali problemi i Mauser mod.1871 rimasero in dotazione all'esercito, subendo alcune modifiche nel corso degli anni, come con il Mauser M71/84 (con l'adozione di serbatoio tubolare che fece passare la capacità da 1 a 8 colpi) per venire incontro alle esigenze delle forze armate.
Gli anni '80 del XIX secolo videro l'adozione della polvere infume nel munizionamento dalla maggior parte delle potenze europee, cosa che rese le armi a polvere nera obsolete, imponendo la progettazione e l'adozione di un nuovo fucile da parte del Deutsches Heer. Come soluzione "tappabuchi" fu adottato per circa dieci anni il Gewehr 88: si trattava sostanzialmente della versione tedesca del francese Lebel 1886, con alcuni miglioramenti e caratteristiche mutuate dai sistemi Mauser e Mannlicher. L'arma, per quanto buona, era comunque da considerarsi un fucile di "passaggio" in attesa che venisse progettato qualcosa di meglio, cosa che avvenne nel 1900 quando il Deutsches Heer adottò ufficialmente il Gewehr 98, il quale sarebbe rimasto in dotazione alle forze armate germaniche per i quasi cinquant'anni successivi.

### Pistole
Come la maggior parte degli eserciti europei, anche la dottrina militare tedesca prevedeva come armamento standard il fucile per i soldati di truppa e la sciabola per gli ufficiali ed erano rare le pistole come dotazione, tanto che spesso gli ufficiali erano soliti acquistarle di persona da rivenditori privati. La guerra austro-prussiana e quella franco-prussiana tuttavia, evidenziarono la necessità di dotare anche gli ufficiali di un'arma da fianco che non fosse solo la sciabola; inizialmente l'esercito si limitò ad acquistare le pistole necessarie da paesi con una tradizione più consolidata come gli Stati Uniti (nel 1855 la Prussia, neutrale durante la Guerra di Crimea, sequestrò 3,000 il revolver Colt 1851 originariamente destinati alla Russia nel porto di Amburgo, destinandone circa un migliaio agli ufficiali della Koönigliche Marine) tuttavia la situazione venne risolta nel 1880 con l'adozione del Reichsrevolver M1879 ad azione singola in calibro 10,6x25mmRM; tale arma (costruita in due versioni) fu la principale arma da fianco per ufficiali e graduati per oltre vent'anni. Con l'apparizioni delle pistole automatiche tuttavia si rese necessario una nuova modernizzazione dell'armamento, così lo Heer acquisì diversi modelli di fabbricazione nazionale, tra i quali spiccano la Mauser C96, l'iconica Luger P08 e la Dreyse M1907. Le prime due rimasero in servizio anche per molti anni dopo la Prima Guerra Mondiale, prendendo parte a diversi conflitti minori e alla Seconda Guerra Mondiale.

### Pistole Mitragliatrici
L'Esercito Tedesco (assieme al Regio Esercito Italiano con il MAB 18) fu uno dei primi eserciti del mondo ad utilizzare estensivamente le pistole mitragliatrici nel corso di un conflitto armato su larga scala. Nell'ultimo anno della Prima Guerra Mondiale infatti, fu sviluppato e adottato il primo efficace mitra (MP18), che andò ad armare le Truppe d'Assalto tedesche durante le ultime offensive della guerra

### Mitragliatrici
Le prime mitragliatrici adottate dal Deutsches Heer furono, per interessamento personale del Kaiser Guglielmo II (il quale spese parte del patrimonio della Casa Imperiale per acquistare la prima commessa), furono le Mitragliatrici Maxim del progettista americano Hiram S. Maxim. Negli anni successivi i tecnici militari tedeschi migliorarono il progetto di Maxim arrivando così a sviluppare la Maschinengewehr 08, meglio nota come MG 08, che sarebbe stata poi l'arma standard dell'Esercito Tedesco nella Prima Guerra Mondiale. Nel 1914 lo Heer aveva in dotazione 4 411 di queste armi, numero che crebbe fino a raggiungere i 130 000 esemplari in tutte le versioni (MG 08/15, I.MG 08/15, LMG 08/15). In seguito quest'arma rimase in servizio anche dopo la Grande Guerra, andando ad armare il Reichswehr e la Wehrmacht.

### Artiglieria
La Germania già a partire dal 1903 stava progettando di costruire un pezzo d'artiglieria in grado di distruggere forti e bunker in poco tempo. Così sotto richiesta dello Stato Maggiore tedesco, vennero creati Obici e mortai di grande calibro (420mm) che permisero un grande vantaggio durante l'attuazione del piano Schlieffen nel 1914. All'inizio del primo conflitto mondiale si può probabilmente affermare che il Deutsches Heer possedesse il miglior parco artiglierie di tutti i paesi belligeranti, assieme alla Francia.

### Elmetti
Dal 1842 l'Esercito Prussiano aveva in dotazione il caratteristico elmetto chiodato (Pickelhaube), un casco di cuoio con rifiniture di ottone culminante con un puntale conico, quest'ultimo concepito per deviare le sciabolate dall'alto da parte di truppe di cavalleria. Questo elmetto fu in dotazione al Deutsches Heer fino al 1914, ricoprendo sia una funzione pratica che decorativa (Bismarck, Guglielmo II e gli alti ufficiali germanici erano soliti indossarne versioni riccamente decorate nelle cerimonie ufficiali), diventando un simbolo iconico del militarismo prussiano. Tuttavia nei primi mesi di guerra i comandi tedeschi si resero conto che il Picklehaube non offriva alle truppe una protezione sufficiente dalle schegge e colpi di rimbalzo, così si giunse all'adozione dello Stahlhelm M1916, il quale sarebbe poi a sua volta divenuto un'icona delle forze armate tedesche fino al 1945. 

## L'aviazione
La Deutsche Luftstreitkräfte, nota prima dell'ottobre 1916 come Die Fliegertruppen des deutschen Kaiserreiches (in italiano Servizio aereo dell'esercito imperiale tedesco) o semplicemente Die Fliegertruppen, fu la componente aerea del Deutsches Heer durante la prima guerra mondiale.
Sebbene il termine appaia molto vicino al concetto di "forza aerea tedesca", al contrario della controparte britannica che costituì due forze aeree indipendenti, i Royal Flying Corps e il Royal Naval Air Service, resterà parte integrante dell'esercito imperiale per tutta la durata del conflitto.

## Colori e bandiere
Non appena terminata la guerra franco-prussiana nacque l'Impero tedesco. La recente formazione di uno stato comprendente molte identità territoriali, perlomeno nei primi anni, si rispecchiò anche nel nuovo esercito, dove ogni soldato appartenente ad un ex regno sovrano aveva propri colori:
- Regno di Prussia:
- Regno di Sassonia
- Regno di Württemberg:
- Assia:
- Oldenburg:  (azzurro e ciliegia)
- Lippe-Detmold:
- Anhalt:
- Waldeck e Reuss:
- Schwarzburg:

- Regno di Baviera:
- Ducato di Sassonia:
- Baden:
- Meclemburgo:
- Ducato di Brunswick:
- Schaumburg-Lippe:
- Amburgo, Brema e Lubecca:
- Impero e Alsazia-Lorena:

Un tale caleidoscopio di colori rimase anche nelle divise. I generali di norma avevano un'uniforme blu scuro, ma quella dei generali, ufficiali di stato maggiore e soldati bavaresi era celeste, mentre i generali del Ducato di Brunswick l'avevano nera (così come i soldati avevano nere le pistagne); i reggimenti di cacciatori prussiani e sassoni erano vestiti di verde scuro, ma il 14º reggimento del Meclemburgo vestiva i suoi cacciatori di azzurro scuro e i bavaresi di azzurro chiaro; i numeri distintivi di Prussia e Baden erano gialli su rosso o rossi su altri colori, il Meclemburgo li aveva rossi su bianco o gialli su rosso, la Sassonia, il Württemberg e la Baviera gialli e il Brunswick neri. Eccezion fatta per i bavaresi (che tennero fino al 1895 il caratteristico elmo con il cimiero), tutti indossavano il Pickelhaube, ma gli artiglieri prussiani avevano una sferetta al posto del chiodo e quelli del Brunswick indossavano lo Sciaccò; la visiera dei berretti era comune a tutti tranne che ai sottufficiali bavaresi e ai fanti sassoni.

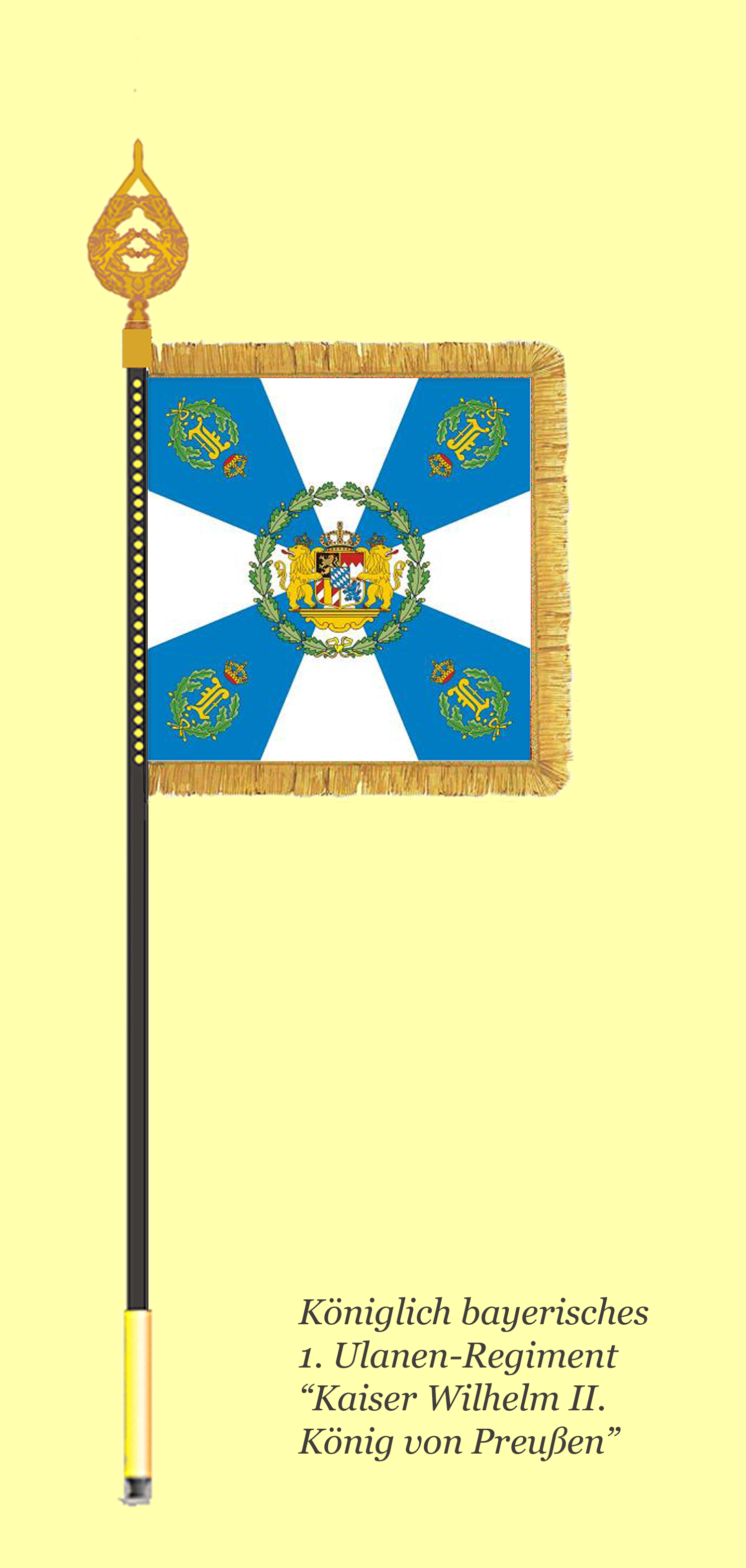
Reggimento ulani N° 1 (Bavaria)
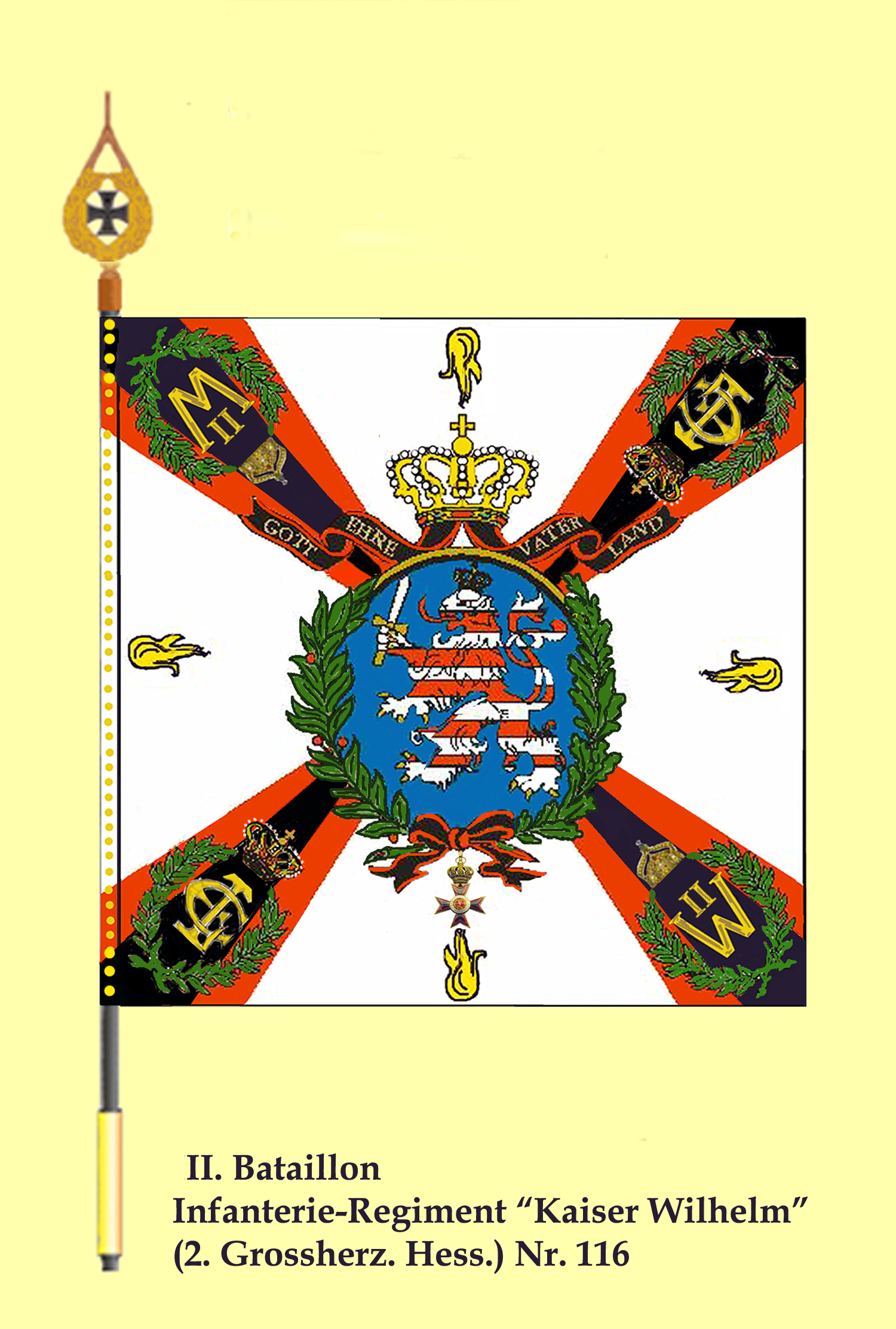
Reggimento fanti N° 116 (Assia)
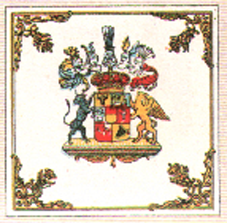
Corpi militari del Meclemburgo
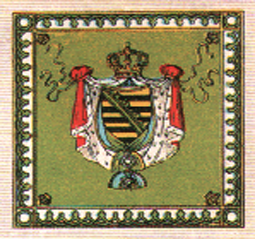
Corpi militari reali della Sassonia
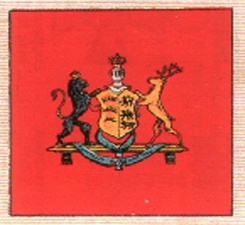
Corpi militari reali del Württemberg
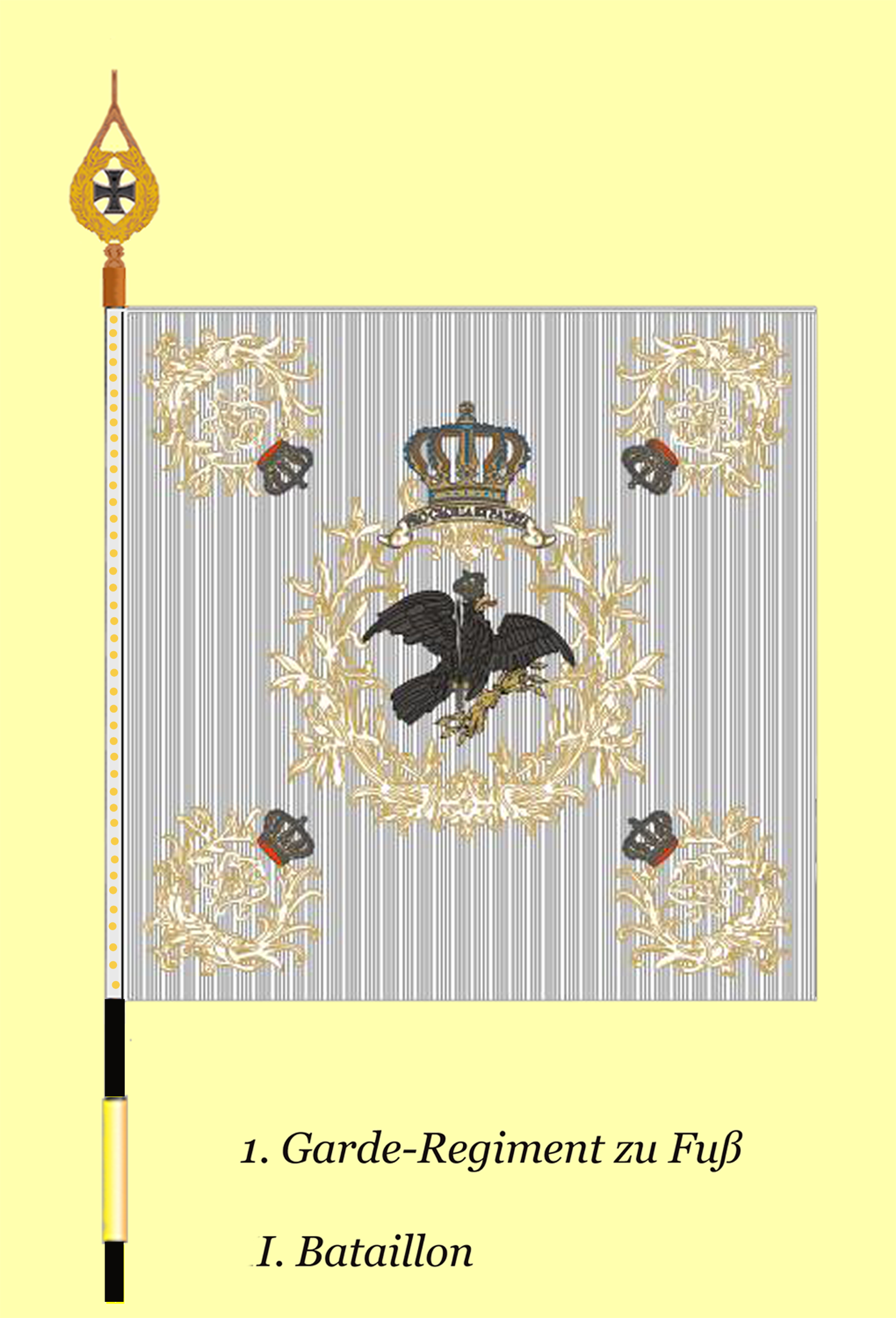
Reggimento Guardia N° 1 (Prussia)
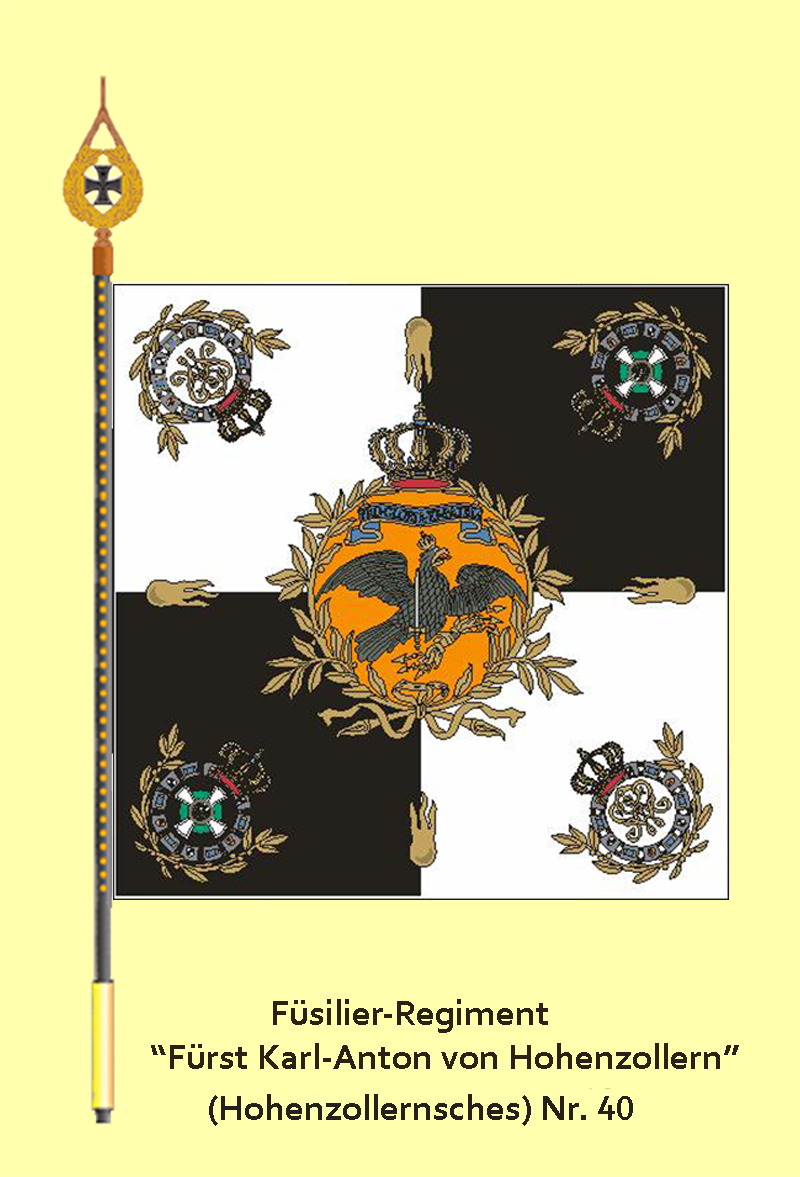
Reggimento fanti N° 40 (Prussia)
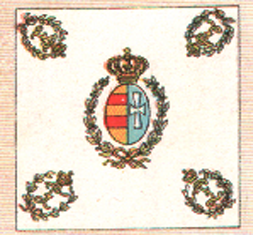
Corpi militari dell'Oldenburg
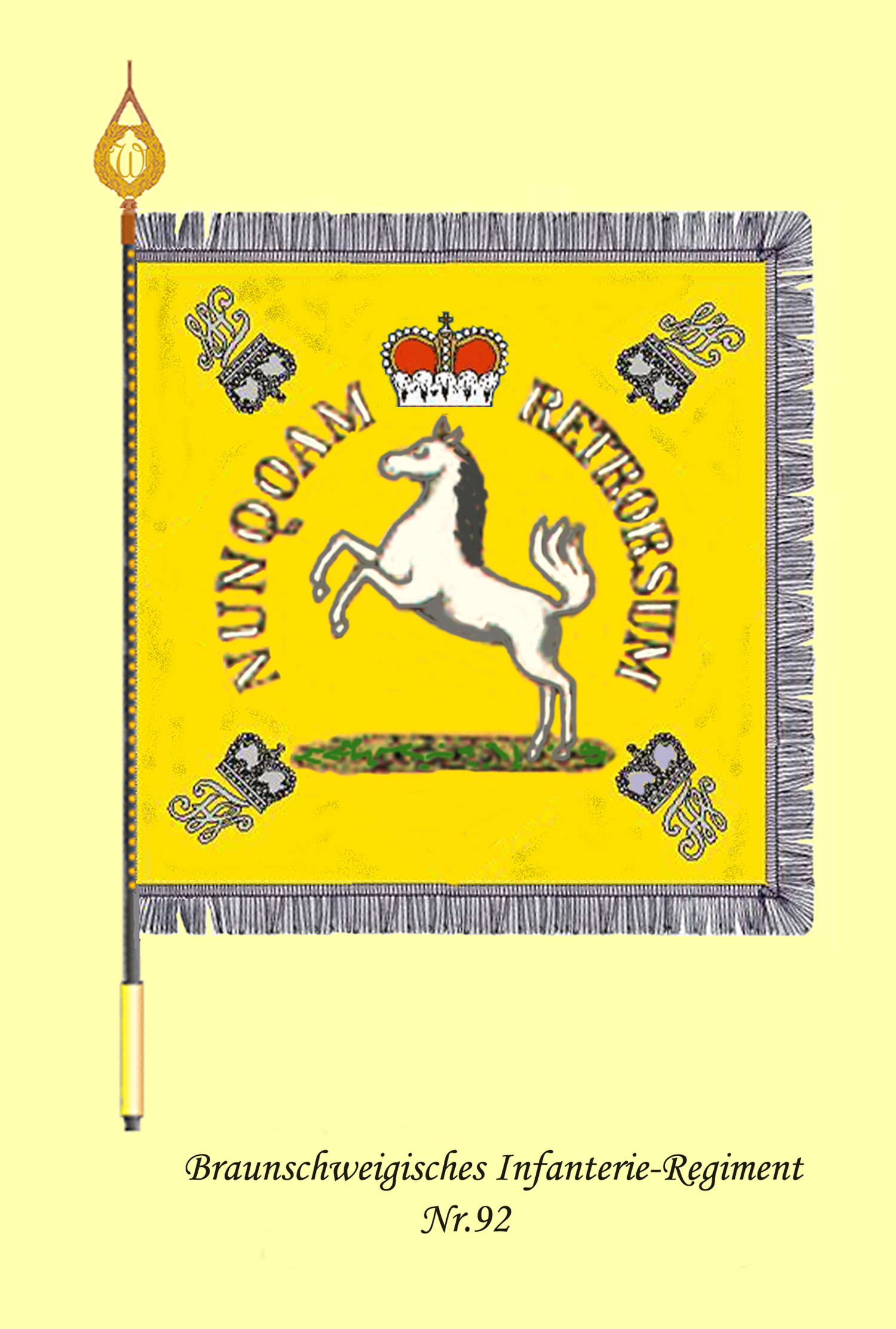
Reggimento fanti N° 92 (Ducato di Brunswick)